# Zoja Stasjuk
Zoja Leontiïvna Stasjuk (in ucraino Зоя Леонтіївна Стасюк?, in russo Зоя Леонтьевна Стасюк?, Zoja Leont'evna Stasjuk; Kiev, 15 aprile 1925 – Kiev, 24 dicembre 2014) è stata una cestista sovietica.

## Carriera
Con l'Unione Sovietica ha disputato due edizioni dei Campionati europei (1950, 1952).